# La Celle (Cher)
Pour les articles homonymes, voir La Celle.
La Celle est une commune française située dans le département du Cher, en région Centre-Val de Loire.

## Géographie

### Description
La Celle est un village du Saint-Amandois dans le Cher.

### Qualité de l'environnement
Le site des  Chaumes communales de La Celle est un site remarquable accueillant des milieux et espèces rares et en danger dont l’inventaire scientifique est prévu en 2022. On y note par exemple  la gentiane pneumonanthe, accueille un papillon rare, l'azuré des mouillères.
Une convention de préservation est signée en 2021 entre la comlmune, le Conservatoire d'espaces naturels Centre-Val de Loire  et l'Office national des forêts (ONF) Berry Bourbonnais.

### Climat
Pour des articles plus généraux, voir Climat du Centre-Val de Loire et Climat du Cher.
En 2010, le climat de la commune est de type climat océanique dégradé des plaines du Centre et du Nord, selon une étude du CNRS s'appuyant sur une série de données couvrant la période 1971-2000. En 2020, Météo-France publie une typologie des climats de la France métropolitaine dans laquelle la commune est exposée à un climat océanique altéré et est dans la région climatique  Ouest et nord-ouest du Massif Central, caractérisée par une pluviométrie annuelle de 900 à 1 500 mm, maximale en automne et en hiver. 
Pour la période 1971-2000, la température annuelle moyenne est de 11,1 °C, avec une amplitude thermique annuelle de 15,7 °C. Le cumul annuel moyen de précipitations est de 741 mm, avec 11 jours de précipitations en janvier et 7,3 jours en juillet. Pour la période 1991-2020, la température moyenne annuelle observée sur la station météorologique la plus proche, située sur la commune d'Orval à 5 km à vol d'oiseau, est de 12,3 °C et le cumul annuel moyen de précipitations est de 757,1 mm,. Pour l'avenir, les paramètres climatiques de la commune estimés pour 2050 selon différents scénarios d'émission de gaz à effet de serre sont consultables sur un site dédié publié par Météo-France en novembre 2022.
| Mois                                  | jan.            | fév.           | mars           | avril         | mai             | juin          | jui.          | août           | sep.         | oct.            | nov.            | déc.           | année      |
| ------------------------------------- | --------------- | -------------- | -------------- | ------------- | --------------- | ------------- | ------------- | -------------- | ------------ | --------------- | --------------- | -------------- | ---------- |
| Température minimale moyenne (°C)     | 1,1             | 0,8            | 2,8            | 4,9           | 8,7             | 12,3          | 14            | 13,7           | 10,2         | 7,8             | 3,9             | 1,6            | 6,8        |
| Température moyenne (°C)              | 4,7             | 5,3            | 8,4            | 11,1          | 15              | 18,7          | 20,7          | 20,5           | 16,6         | 13              | 8,1             | 5,1            | 12,3       |
| Température maximale moyenne (°C)     | 8,2             | 9,7            | 14             | 17,3          | 21,2            | 25            | 27,5          | 27,3           | 23           | 18,1            | 12,2            | 8,6            | 17,7       |
| Record de froid (°C) date du record   | −12,7 26.01.07  | −13,6 09.02.12 | −12,2 01.03.05 | −4,3 11.04.03 | −1,1 08.05.1997 | 3,9 04.06.01  | 6 17.07.00    | 3,5 30.08.1993 | 1,2 20.09.12 | −7,6 30.10.1997 | −9,6 21.11.1993 | −12,5 16.12.01 | −13,6 2012 |
| Record de chaleur (°C) date du record | 20,2 05.01.1999 | 24,7 27.02.19  | 26,7 16.03.12  | 30,7 30.04.05 | 34 27.05.05     | 41,8 29.06.19 | 42,3 24.07.19 | 41,6 06.08.03  | 37 14.09.20  | 30,3 12.10.18   | 26,3 07.11.15   | 19 17.12.15    | 42,3 2019  |
| Précipitations (mm)                   | 59,9            | 48,6           | 50,1           | 66            | 77,8            | 61,8          | 62,1          | 55,1           | 67           | 69,3            | 70,4            | 69             | 757,1      |

## Urbanisme
La Celle est un ancien village de carriers, caractérisé par ses maisons en pierre et ses murs de pierres sèches, construites en pierres locales de la carrière exploitée depuis le moyen-âge.

### Typologie
Au 1er janvier 2024, La Celle est catégorisée commune rurale à habitat dispersé, selon la nouvelle grille communale de densité à 7 niveaux définie par l'Insee en 2022.
Elle est située hors unité urbaine. Par ailleurs la commune fait partie de l'aire d'attraction de Saint-Amand-Montrond, dont elle est une commune de la couronne,. Cette aire, qui regroupe 36 communes, est catégorisée dans les aires de moins de 50 000 habitants,.

### Occupation des sols
L'occupation des sols de la commune, telle qu'elle ressort de la base de données européenne d’occupation biophysique des sols Corine Land Cover (CLC), est marquée par l'importance des territoires agricoles (49,7 % en 2018), une proportion identique à celle de 1990 (49,7 %). La répartition détaillée en 2018 est la suivante : 
forêts (47,6 %), terres arables (28,8 %), prairies (20,9 %), zones urbanisées (2,7 %).
L'évolution de l’occupation des sols de la commune et de ses infrastructures peut être observée sur les différentes représentations cartographiques du territoire : la carte de Cassini (XVIIIe siècle), la carte d'état-major (1820-1866) et les cartes ou photos aériennes de l'IGN pour la période actuelle (1950 à aujourd'hui).

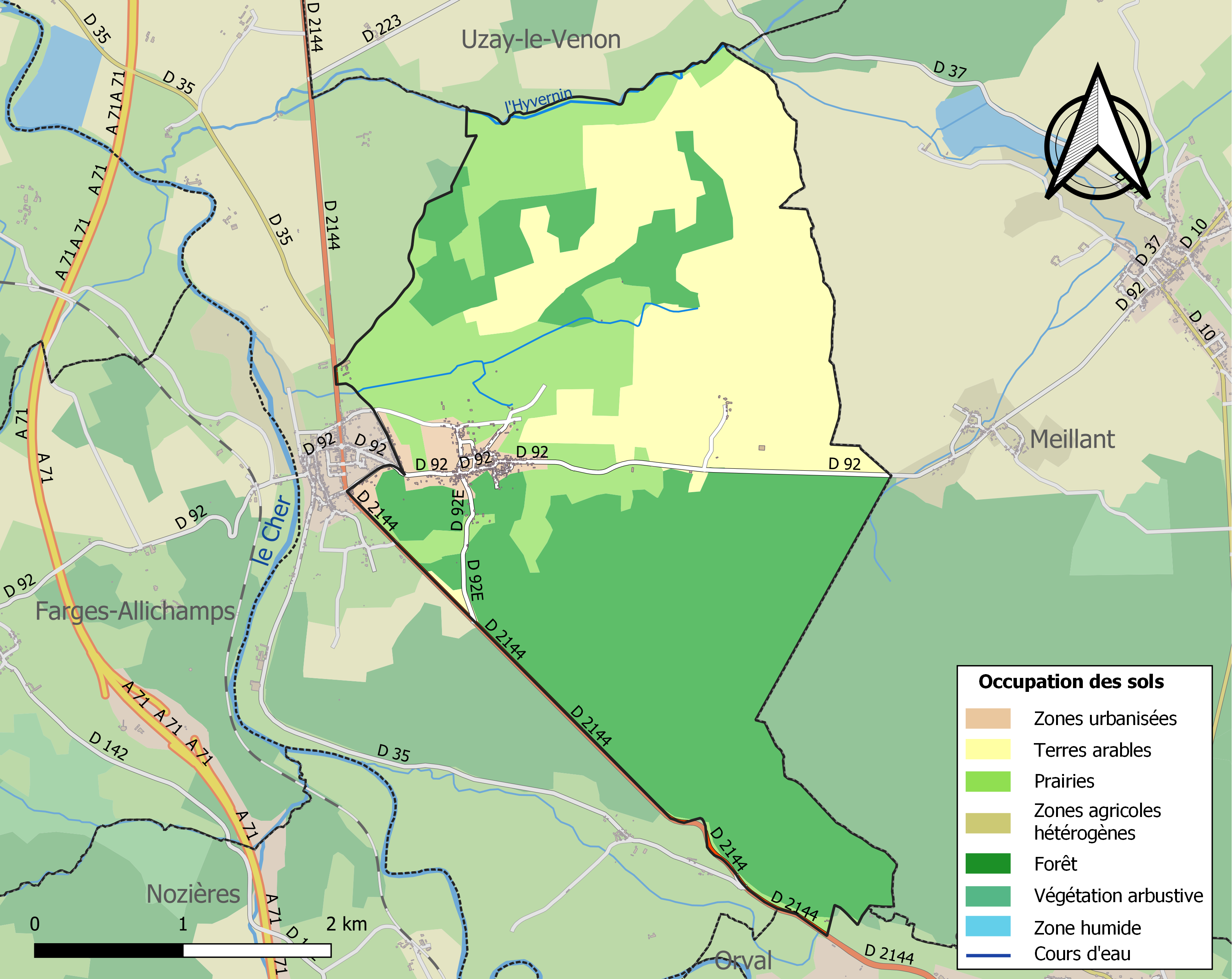
Carte des infrastructures et de l'occupation des sols de la commune en 2018 (CLC).

### Habitat et logement
En 2019, le nombre total de logements dans la commune était de 205, alors qu'il était de 201 en 2014 et de 204 en 2009.
Parmi ces logements, 75,4 % étaient des résidences principales, 15,8 % des résidences secondaires et 8,9 % des logements vacants. Ces logements étaient pour 99 % d'entre eux des maisons individuelles et pour 0,5 % des appartements.
Le tableau ci-dessous présente la typologie des logements à la La Celle en 2019 en comparaison avec celle du Cher et de la France entière. Une caractéristique marquante du parc de logements est ainsi une proportion de résidences secondaires et logements occasionnels (15,8 %) supérieure à celle du département (7,5 %) et à celle de la France entière (9,7 %). Concernant le statut d'occupation de ces logements, 79,3 % des habitants de la commune sont propriétaires de leur logement (82,2 % en 2014), contre 67 % pour le Cher et 57,5 pour la France entière.
| Typologie                                               | La Celle | Cher | France entière |
| ------------------------------------------------------- | -------- | ---- | -------------- |
| Résidences principales (en %)                           | 75,4     | 79,4 | 82,1           |
| Résidences secondaires et logements occasionnels (en %) | 15,8     | 7,5  | 9,7            |
| Logements vacants (en %)                                | 8,9      | 13   | 8,2            |

### Risques majeurs
Le territoire de la commune de La Celle est vulnérable à différents aléas naturels : météorologiques (tempête, orage, neige, grand froid, canicule ou sécheresse), mouvements de terrains et séisme (sismicité faible). Un site publié par le BRGM permet d'évaluer simplement et rapidement les risques d'un bien localisé soit par son adresse soit par le numéro de sa parcelle.

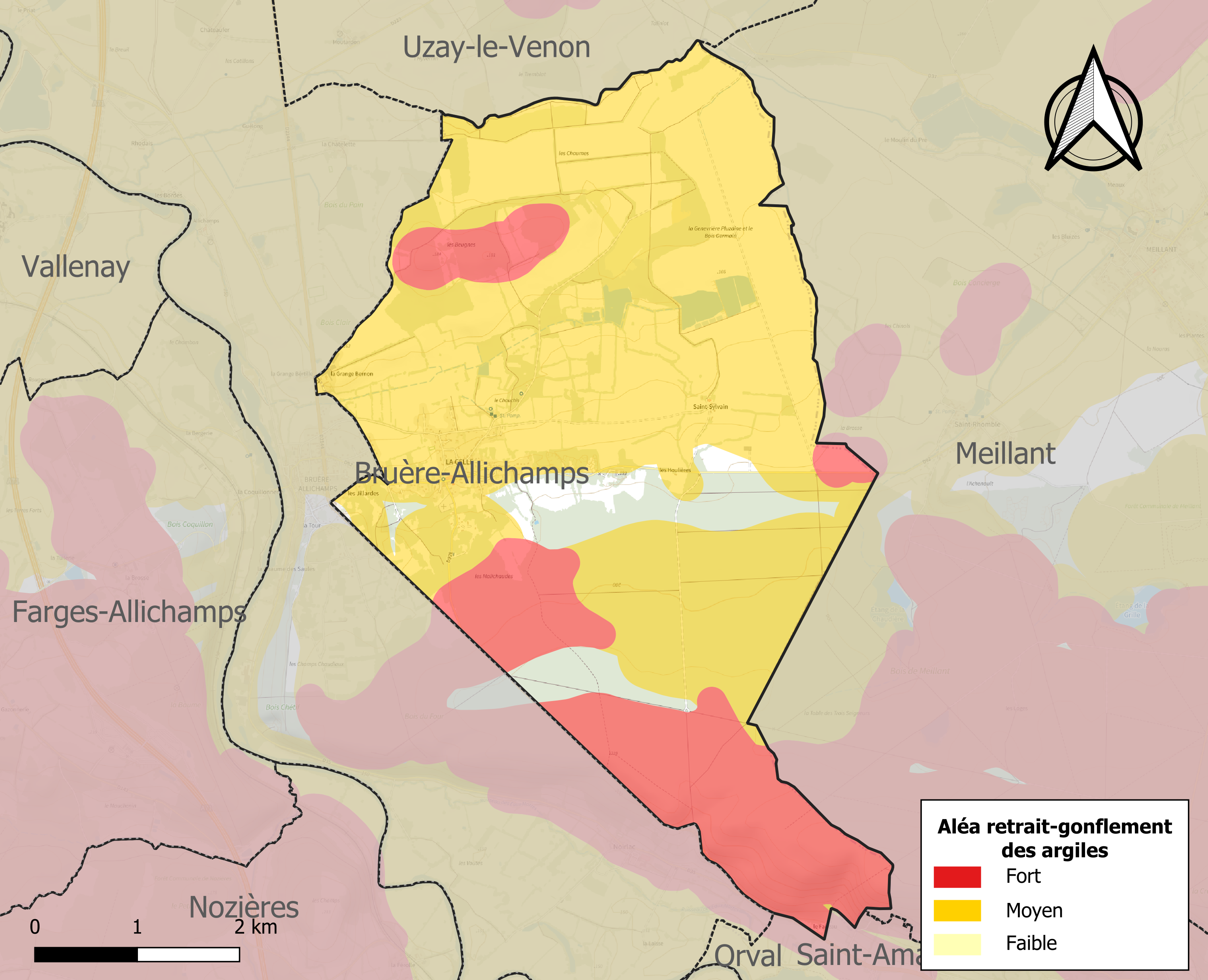
Carte des zones d'aléa retrait-gonflement des sols argileux de La Celle.

La commune est vulnérable au risque de mouvements de terrains constitué principalement du retrait-gonflement des sols argileux. Cet aléa est susceptible d'engendrer des dommages importants aux bâtiments en cas d’alternance de périodes de sécheresse et de pluie. 91,8 % de la superficie communale est en aléa moyen ou fort (90 % au niveau départemental et 48,5 % au niveau national). Sur les 206 bâtiments dénombrés sur la commune en 2019, 202 sont en aléa moyen ou fort, soit 98 %, à comparer aux 83 % au niveau départemental et 54 % au niveau national. Une cartographie de l'exposition du territoire national au retrait gonflement des sols argileux est disponible sur le site du BRGM,.
Concernant les mouvements de terrains, la commune a été reconnue en état de catastrophe naturelle au titre des dommages causés par la sécheresse en 2017, 2018 et 2019 et par des mouvements de terrain en 1999.

## Toponymie
Aucun texte connu à ce jour n'indique l'origine du nom de la commune. Toutefois, le mot celle indique en général, le lieu ou la retraite de quelque saint personnage.

## Histoire
Le village de La celle est surtout le siège d'une carrière de pierre calcaire blanche, réputée depuis le moyen âge, et encore en exploitation.
La pierre calcaire de la Celle date du Mésozoïque  et plus précisément du Jurassique soit environ 200 à 140 millions d'années sous forme d'un calcaire très fin dit Bathonien , constituant une une petite falaise s'étendant d'est en ouest le long de la vallée allant de Meillant à Bruère-Allichamps et issue d'un processus de sédimentation lent dans une mer chaude , qui se situait au sud du Bassin Parisien et actuellement juste au nord de la ville de Saint-Amand-Montrond. La carrière de la Celle est la dernière des multiples carrières présentent encore en 1870, qui ont fourni des matériaux de construction pour la ville de Montluçon, et surtout l'Abbaye de Noirlac à proximité et les soubassements de la Cathédrale Saint-Étienne de Bourges.
Actuellement il persiste un atelier avec trois employés sept machines en fonction pour traiter la pierre, les blocs étant choisis par un carrier itinérant, qui extrait les blocs selon un plan quinquennal émit par la DREAL, selon les limites strictes de l'autorisation préfectoral sur une hauteur maximale de 15 m. Les blocs 
Les blocs sont alors stockés jusqu'à 2 ans pour les faire sécher avant de les débiter et les travailler pour faire des dallages mais aussi des vasques d'évier ou des  réceptacle de douche, le débitage se faisant à la machine mais la finition à la main .
À l'angle sud-ouest de l'église Saint-Blaise, une stèle rappelle qu'en 1918, à la fin de la Première Guerre mondiale, deux compagnies du 303e Régiment Américain d'Infanterie étaient cantonnées à La Celle. Le quartier général de ce régiment était à Meillant.

## Politique et administration

### Rattachements administratifs et électoraux

#### Rattachements administratifs
La commune se trouve dans l'arrondissement de Saint-Amand-Montrond du département du Cher.
Elle faisait partie depuis 1801 du canton de Saint-Amand-Montrond. Dans le cadre du redécoupage cantonal de 2014 en France, cette circonscription administrative territoriale a disparu, et le canton n'est plus qu'une circonscription électorale.

#### Rattachements électoraux
Pour les élections départementales, la commune fait partie depuis 2014 d'un nouveau canton de Saint-Amand-Montrond
Pour l'élection des députés, elle fait partie de la troisième circonscription du Cher.

### Intercommunalité
La Celle est membre de la communauté de communes Cœur de France, un établissement public de coopération intercommunale (EPCI) à fiscalité propre auquel la commune a transféré un certain nombre de ses compétences, dans les conditions déterminées par le code général des collectivités territoriales.

### Liste des maires
| Période                                  | Période                       | Identité          | Étiquette | Qualité                                                            |
| ---------------------------------------- | ----------------------------- | ----------------- | --------- | ------------------------------------------------------------------ |
| Les données manquantes sont à compléter. |                               |                   |           |                                                                    |
| mars 1995                                | mars 2001                     | Claudette Renaud  |           |                                                                    |
| mars 2001                                | mars 2008                     | Jean-Louis Sallet |           |                                                                    |
| mars 2008                                | mars 2014                     | Christian Touraud |           |                                                                    |
| mars 2014                                | En cours (au 18 janvier 2022) | Philippe Auzon    |           | Professeur, profession scientifique Réélu pour le mandat 2020-2026 |

### Distinctions et labels
La Celle, reconnue parmi les Territoires engagés pour la nature  depuis 2019, est labélisée Terre saine, territoire engagé pour la nature au concours de la capitale française de la biodiversité en 2021,.

## Démographie
L'évolution du nombre d'habitants est connue à travers les recensements de la population effectués dans la commune depuis 1793. Pour les communes de moins de 10 000 habitants, une enquête de recensement portant sur toute la population est réalisée tous les cinq ans, les populations de référence des années intermédiaires étant quant à elles estimées par interpolation ou extrapolation. Pour la commune, le premier recensement exhaustif entrant dans le cadre du nouveau dispositif a été réalisé en 2006.

En 2022, la commune comptait 329 habitants, en évolution de −6 % par rapport à 2016 (Cher : −2,48 %, France hors Mayotte : +2,11 %).
| 1793 | 1800 | 1806 | 1821 | 1831 | 1836  | 1841  | 1846  | 1851  |
| ---- | ---- | ---- | ---- | ---- | ----- | ----- | ----- | ----- |
| 537  | 553  | 583  | 722  | 850  | 1 080 | 1 088 | 1 230 | 1 145 |

| 1856  | 1861  | 1866  | 1872  | 1876  | 1881  | 1886 | 1891 | 1896 |
| ----- | ----- | ----- | ----- | ----- | ----- | ---- | ---- | ---- |
| 1 274 | 1 322 | 1 340 | 1 260 | 1 292 | 1 191 | 531  | 482  | 481  |

| 1901 | 1906 | 1911 | 1921 | 1926 | 1931 | 1936 | 1946 | 1954 |
| ---- | ---- | ---- | ---- | ---- | ---- | ---- | ---- | ---- |
| 448  | 441  | 458  | 400  | 370  | 347  | 331  | 348  | 312  |

| 1962 | 1968 | 1975 | 1982 | 1990 | 1999 | 2006 | 2011 | 2016 |
| ---- | ---- | ---- | ---- | ---- | ---- | ---- | ---- | ---- |
| 317  | 342  | 264  | 264  | 291  | 328  | 355  | 350  | 350  |

| 2021 | 2022 | - | - | - | - | - | - | - |
| ---- | ---- | - | - | - | - | - | - | - |
| 337  | 329  | - | - | - | - | - | - | - |

## Culture locale et patrimoine

### Lieux et monuments
- Église Saint-Blaise des XIIe siècle, XVe siècle et XVIIe siècle. L'église est classée parmi les monuments historiques : liste de 1840[25]. Elle abrite le tombeau attribué à saint Sylvain, apôtre légendaire du Berry, dont les reliques sont transportées de Levroux à La Celle au XVe siècle[26],[27].
- L'ancien prieuré qui abrite aujourd'hui l'école et la mairie.
- Chapelle Saint-Sylvain : XIIe siècle, XIIIe siècle, fin XVe siècle-début XVIe siècle. Peintures murales : fin XVe siècle, XVIe siècle, XVIIe siècle. La chapelle a été classée parmi les monuments historiques par arrêté du 19 octobre 1891[28].
- Le lavoir.

Un audioguide réalisé par une habitante, disponible en mairie, permet de découvrir le patrimoine du village.

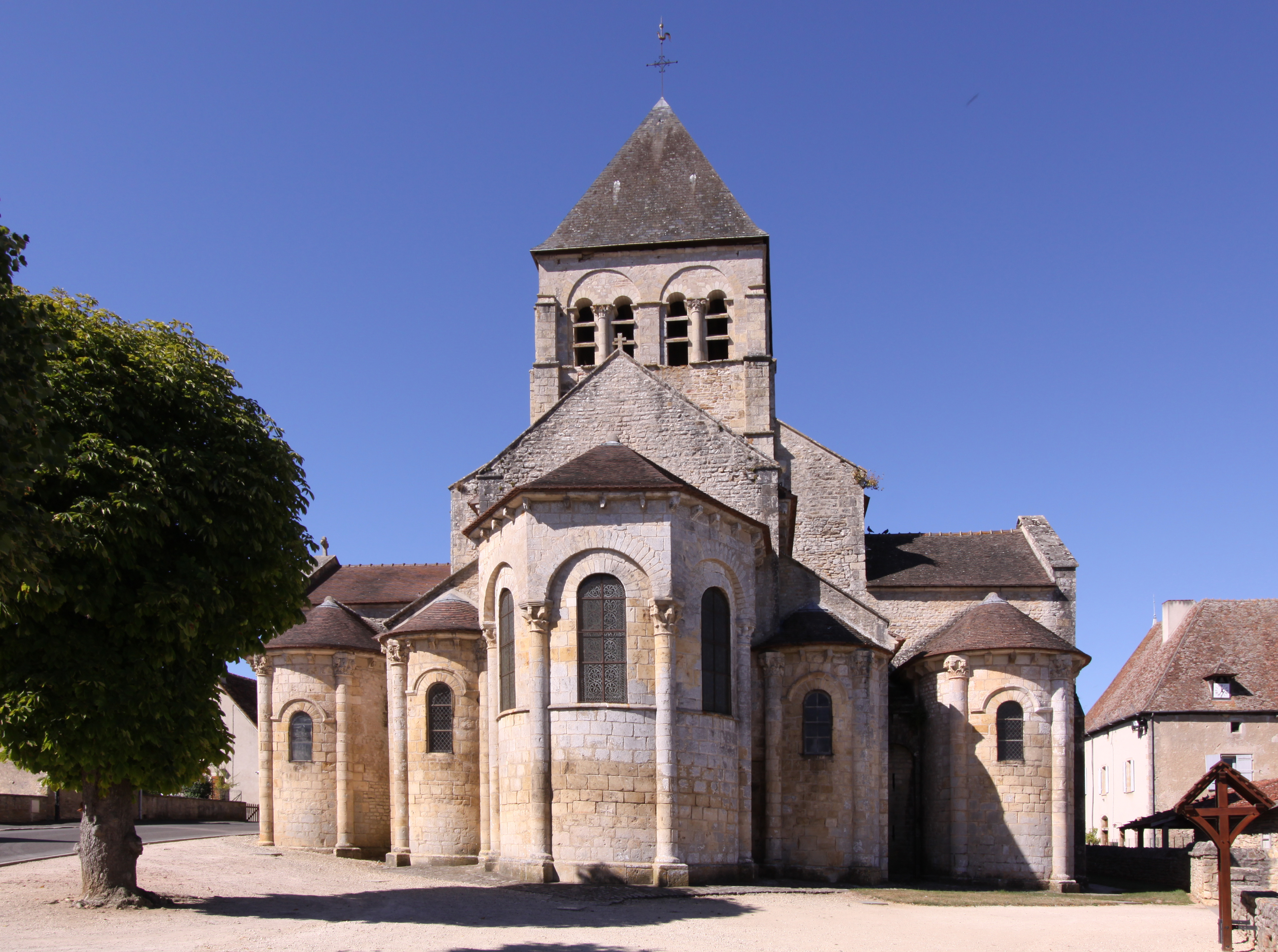
Église Saint-Blaise.
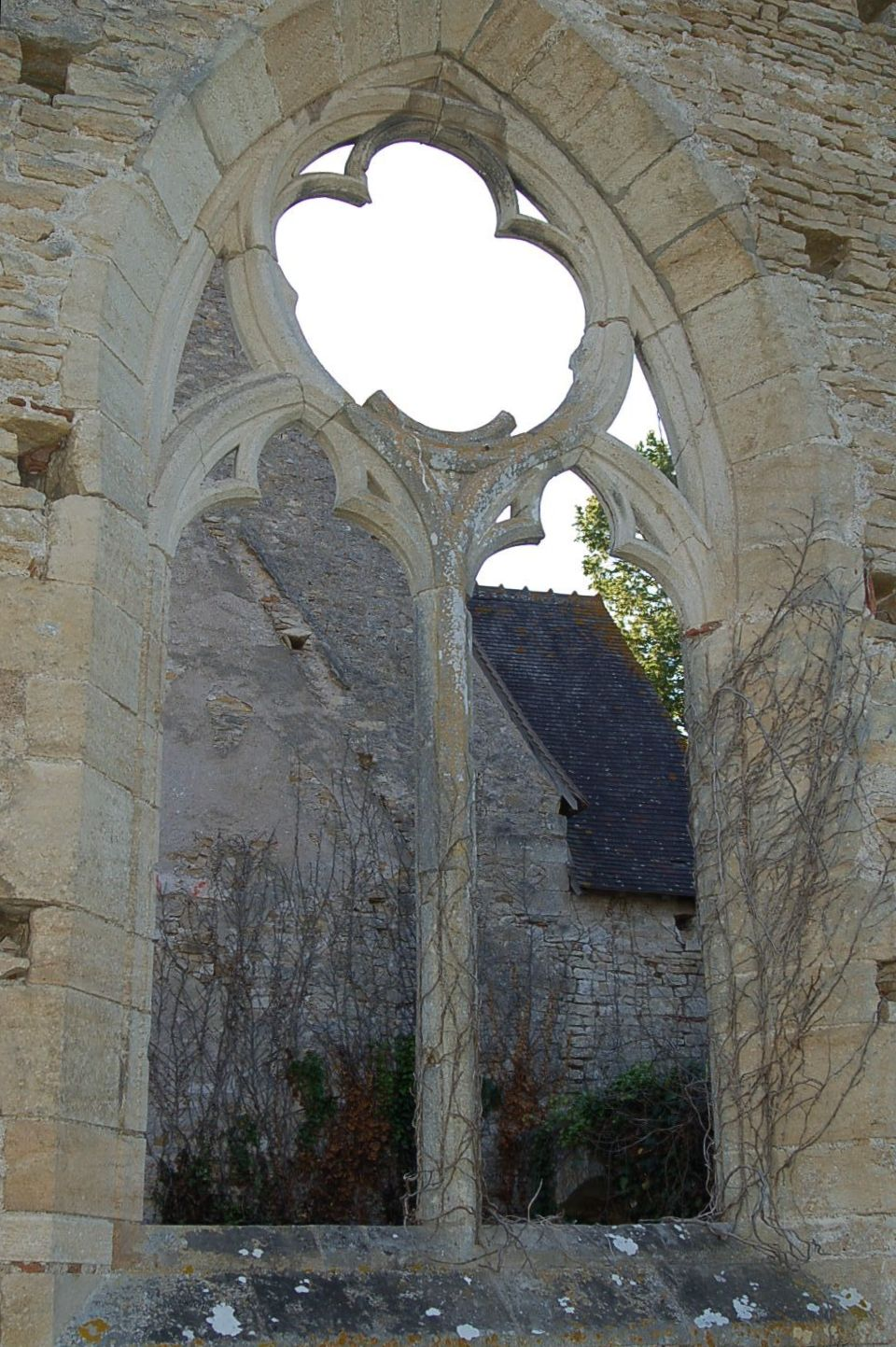
Chapelle Saint-Sylvain.

### Héraldique
| Blason de La Celle | Blason  | D'azur à la fasce d'argent à trois croissants d'or, deux en chef, un en pointe. |
| Blason de La Celle | Détails | Ce sont les armoiries de la famille Gouge de Charpeigne, dont le membre le plus illustre, Martin Gouge de Charpeigne, fut successivement chanoine de Bourges, trésorier du duc Jean de Berry, évêque de Chartres, puis de Clermont et chancelier de France (mort en 1444). Le statut officiel du blason reste à déterminer. |